# Rio Matapi
O Rio Matapi é um rio brasileiro que banha o estado do Amapá.
O rio passa pele comunidade de Matapi, no município de Porto Grande, e deságua no rio Amazonas, no município de Santana, onde se localiza o porto no encontro dos rios.